# Emgleo Breiz
Emgleo Breiz (Entesa Bretona) és una associació encarregada de la promoció i ensenyament del bretó. El seu president actual és Fañch Broudig.

## Origen
La federació es va constituir el 1955 amb la finalitat de promoure la llengua bretona en l'educació, la informació i la vida pública. Condemna des del principi els compromisos d'alguns militants polítics i culturals bretons durant l'ocupació nazi i afirma el seu compromís amb el bretó popular. Aplega les principals associacions de Bretanya en l'edició de l'ortografia universitària del bretó. Les principals són Ar Falz, Bleun Brug, Kendalc'h, el cercle de dansa War'l leur, Al Leur Nevez de Quimper, Skolig al Louarn de Bro Leon, Ar Skol Vrezoneg de Brest, Ar Skol dre Lizer i Brud Nevez.
Es distingeix de Kuzul ar Brezhoneg, qui des de 1959 aplega publicacions i associacions que adopten la peurunvan, ortografia unificada, i d'altres (com la revista literària Al Liamm) que va prendre com a referència el treball realitzat abans i durant la guerra per la revista Gwalarn.

## Edicions
En els anys 1950-1960 (fins a mitjan 1970) publicà llibres en bretó amb l'etiqueta Emgleo Breiz 
- Ar Falz -Skol Vreiz, i la revista del mateix nom amb el seu extra Ar Falz-Skol Vreiz llarg dirigida per Per-Honoré, de Pourin-lès-Morlaix, que va adoptar una tercera ortografia abans que adoptar el peurunvan majoritari i crear edicions Skol Vreizh;
- La revista i edicions Brud abans Brud Nevez, que va publicar nombrosos llibres, poemes, contes curts, novel·les, traduccions, dirigit ara per Fañch Broudig.

Edicions Emgleo Breiz representa actualment una posició marginal en la publicació en bretó. El seu catàleg ofereix més de 450 llibres (catàleg que enumera totes les edicions Brud Nevez, Ar Vrezoneg Skol i Emgleo Breiz). L'editorial publica entre 10 i 15 llibres en bretó cada any, però amb tirades curtes.

## Accions
L'acció d'Emgleo Breiz amb Armand Keravel com a principal animador, en particular durant les seves visites a la ràdio en els anys 1970 per la defensa de la cultura bretona es fa en un ambient totalment apolític, lliure de tota presa de posició ni posant en qüestió la presència de l'Estat francès a Bretanya. També dona suport la campanya Ar Brezhoneg er Skol, per a l'ensenyament del bretó a l'escola, per la que va recollir nombroses signatures el 1967, i va publicar alguns articles a Combat socialiste, òrgan del PSU.
Entre els seus principals activistes hi ha hagut el germà Visant Seité, creador del curs per correspondència de bretó Skol dre Lizer, l'arquebisbe auxiliar de Quimper Vincent Favé, Armand Keravel, Per-Jakez Hélias, Loeiz Roparz, Andreo ar Merser, Charlez ar Gall, Marie Kermarrec, Anna-Vari Arzur, Gilles Goyat, Remi Derrien, Patrig Gouedig, Jakez Andre, Louis Grall i altres.